# Claude Champagne (kompozytor)
Claude Adonai Champagne (ur. 27 maja 1891 w Montrealu, zm. 21 grudnia 1965 tamże) – kanadyjski kompozytor i pedagog pochodzenia irlandzko-francuskiego.

## Życiorys
Początkowo uczył się gry na skrzypcach, fortepianie i saksofonie w Montrealu. Jego nauczycielem kompozycji był Alfred Laliberté. W latach 1920–1928 uczył się w Konserwatorium Paryskim u André Gedalge’a. Uczęszczał też na zajęcia do Schola Cantorum de Paris. Od 1930 do 1942 wykładowca konserwatorium Uniwersytetu McGilla w Montrealu. W latach 1930–1962 był także wykładowcą harmonii, kontrapunktu i kompozycji w École de musique Vincent-d’Indy. Współzałożyciel powołanego w 1942 roku konserwatorium w Montrealu, którego był wicedyrektorem. Od 1945 roku działał również jako profesor konserwatorium i dyrygent orkiestry w Rio de Janeiro, współpracował przy organizacji koncertów z Heitorem Villa-Lobosem.

## Twórczość
W swojej twórczości łączył elementy kanadyjskiego folkloru muzycznego i ludowej muzyki irlandzkiej z tonalnością modalną. Język muzyczny Champagne’a wykazuje wpływy Gabriela Fauré i Claude’a Debussy’ego, w różnych okresach swojej twórczości sięgał jednak także po elementy neoklasyczne i współczesne. Skomponował m.in. poemat symfoniczny Hercule et Omphale (1918), Berceuse (1933), Evocation (1943), Symphonie gaspésienne (1945), Koncert fortepianowy d-moll (1948), Paysana (1953), Habanera na skrzypce i fortepian (1930), Danse villageoise na skrzypce i fortepian (1930), Kwartet smyczkowy C-dur (1951), Suite miniature na flet, wiolonczelę i fortepian (1958; przerobione jako Concerto grosso na kwintet smyczkowy 1963), Suite canadienne na chór i orkiestrę (1927), Images de Canada français na chór i orkiestrę (1943), Messe brève na chór, 16 recytatorów i wiolonczelę solo (1951), Altitude na chór i orkiestrę (1959). 